# Шведова, Анастасия Васильевна
Анастасия Васильевна Шведова (до замужества — Иванова) (род. 3 мая 1979 года, Санкт-Петербург, СССР) — бывшая российская и белорусская прыгунья с шестом, мастер спорта международного класса. Чемпионка России 2004 года. Участница Летних Олимпийских игр 2004 и 2012 года. Обладательница национальных рекордов Белоруссии: 4,65 м на стадионе (2010), 4,55 м в помещении (2011).

## Биография и карьера
Дебютировала на международных соревнованиях в 2003 году на Универсиаде в Тэгу, где заняла второе место. С осени 2009 года по 2012 год выступала за Белоруссию.

## Основные результаты

### Международные
| Год      | Соревнования                 | Место проведения       | Место  | Результат |        |
| Россия   | Россия                       | Россия                 | Россия | Россия    | Россия |
| -------- | ---------------------------- | ---------------------- | ------ | --------- | ------ |
| 2003     | Летняя Универсиада           | Тэгу, Южная Корея      | 2      | 4,40 м    |        |
| 2004     | Летние Олимпийские игры      | Афины, Греция          | 18 (q) | 4,30 м    |        |
| Беларусь |                              |                        |        |           |        |
| 2010     | Чемпионат Европы             | Барселона, Испания     | 4      | 4,65 м    |        |
| 2011     | Чемпионат Европы в помещении | Париж, Франция         | 8      | 4,50 м    |        |
| 2011     | Чемпионат мира               | Тэгу, Южная Корея      | 18 (q) | 4,40 м    |        |
| 2012     | Чемпионат Европы             | Хельсинки, Финляндия   | 9      | 4,40 м    |        |
| 2012     | Летние Олимпийские игры      | Лондон, Великобритания | 17 (q) | 4,40 м    |        |

### Национальные
| Год  | Соревнования                                         | Место проведения | Место | Результат |
| ---- | ---------------------------------------------------- | ---------------- | ----- | --------- |
| 2001 | Чемпионат России по лёгкой атлетике 2001             | Тула             | 3     | 4,20 м    |
| 2003 | Чемпионат России по лёгкой атлетике в помещении 2003 | Москва           | 3     | 4,30 м    |
| 2004 | Чемпионат России по лёгкой атлетике в помещении 2004 | Москва           | 3     | 4,40 м    |
| 2004 | Чемпионат России по лёгкой атлетике 2004             | Тула             | 1     | 4,55 м    |
| 2006 | Чемпионат России по лёгкой атлетике в помещении 2006 | Москва           | 3     | 4,20 м    |
| 2008 | Чемпионат России по лёгкой атлетике в помещении 2008 | Москва           | 2     | 4,60 м    |
| 2009 | Чемпионат России по лёгкой атлетике 2009             | Чебоксары        | 2     | 4,60 м    |